# Giorgio Basta
Pour les articles homonymes, voir Basta.
Giorgio Basta (en français Georges Basta, en allemand Georg Basta), comte d'Hust et du  Saint Empire, né le 30 janvier 1544 à Rocca (royaume de Naples) ou dans le Montferrat (Piémont) et mort le 26 août 1607 à Prague (royaume de Bohême), était un général du Saint-Empire romain germanique d’origine albanaise et byzantine, gouverneur de Transylvanie de 1601 à 1604.
Il est envoyé par l'empereur Rodolphe II du Saint-Empire romain germanique pour commander les forces des Habsbourg pendant la Longue Guerre (1591-1606) contre les Turcs et plus tard pour administrer la Transylvanie pour leur compte.
Sur ses ordres, son allié Michel Ier le Brave, prince de Valachie et de Moldavie, fut assassiné le 9 août 1601, parce que Basta le soupçonnait de vouloir se retourner contre Rodolphe II, quelques jours après leur victoire commune à la bataille de Goroszló (en roumain Guruslău, commune de Hereclean, dans le județ de Sălaj).
Les historiens hongrois et roumains le dépeignent comme un homme déloyal, licencieux et violent, célèbre pour sa barbarie, motivé par une haine profonde contre la noblesse hongroise fréquemment opposée aux Habsbourg.[réf. nécessaire] Aux Pays-Bas méridionaux, il garde la réputation d'un homme sans état d'âme mais toujours fidèle à sa parole. L'historien italien Ambrogio Merodio le décrit comme « la terreur des armées ottomanes » (« fu lo spavento delle armi ottomane »).

## Origines
Il naît en 1544, soit à Rocca (aujourd'hui Roccaforzata), cité du royaume de Naples, soit dans le Montferrat (Piémont), dans une famille d'origine albanaise. Il reçoit une solide formation militaire dans les Pays-Bas du sud, province du Saint-Empire.
Il commence sa carrière militaire au service de Philippe II, combattant principalement sur le front français, puis passe en 1578 sous les ordres d'Alexandre Farnèse (1545-1592) dans les Pays-Bas espagnols.
Bénéficiant des recommandations de Philippe II, Rodolphe II nomme Georges Basta général de sa cavalerie légère et le fait chevalier de l'ordre de l'Éperon d'or le 16 février 1598, après avoir déjà servi l'Autriche en 1595 et 1596. Il sert principalement en Hongrie royale et en Transylvanie, où il commande les forces des Habsbourg dans la guerre contre l'Empire ottoman et ses alliés hongrois dont Sigismond Ier Báthory.
Pendant son séjour aux Pays-Bas, il épouse en 1589, Anne de Liedekerke, fille d'Antoine de Liedekerke, vicomte de Bailleul et seigneur de Mouscron. Par son mariage, il devint le beau-frère de plusieurs hommes de guerre : 
- Ferdinand de Liedekerke, baron de Moorsel et de Gracht, capitaine d'une compagnie de cavalerie légère en Hongrie et Transylvanie ;
- Charles-Philippe de Liedekerke, chevalier de l'ordre militaire de Saint-Jacques et gentilhomme de bouche de l'archiduc Albert ;
- Don Juan de Robles, comte d'Annapes, colonel d'infanterie et gouverneur des villes et châtellenies de Lille-Douai et Orchies ;
- Don Juan d'Avalos de Zambrana, membre du Conseil suprême de guerre et lieutenant-gouverneur de Cambrai ;
- Don Carlos Coloma, marquis d'Espinar et d'Embid, chevalier de l'ordre militaire de Saint-Jacques, vice-roi de Majorque, maître de camp général, historien et diplomate espagnol[12].

## Conquête de la Transylvanie

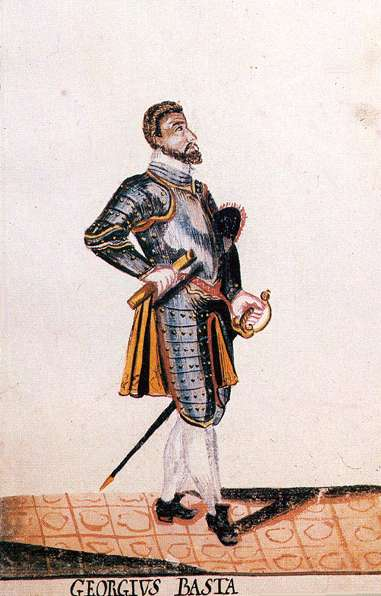
Giorgio Basta, aquarelle du XVIIe siècle

En août 1601, à la bataille de Goroszló, Giorgio Basta et Michel le Brave défient la noblesse hongroise alliée aux Ottomans, menée par Sigismond Báthory. Michel le Brave voulut alors, selon Georges Basta, traiter en secret avec les Ottomans pour reprendre le trône transylvain, en dépit de son serment d'allégeance à Rodolphe II. Basta envoi deux compagnies de Wallons et deux compagnies d'Allemands chercher le prince roumain. Face à son refus de les suivre, ils l'exécutent. Georges Basta, victorieux, reste seul maître en Transylvanie, pour le compte de Rodolphe II.

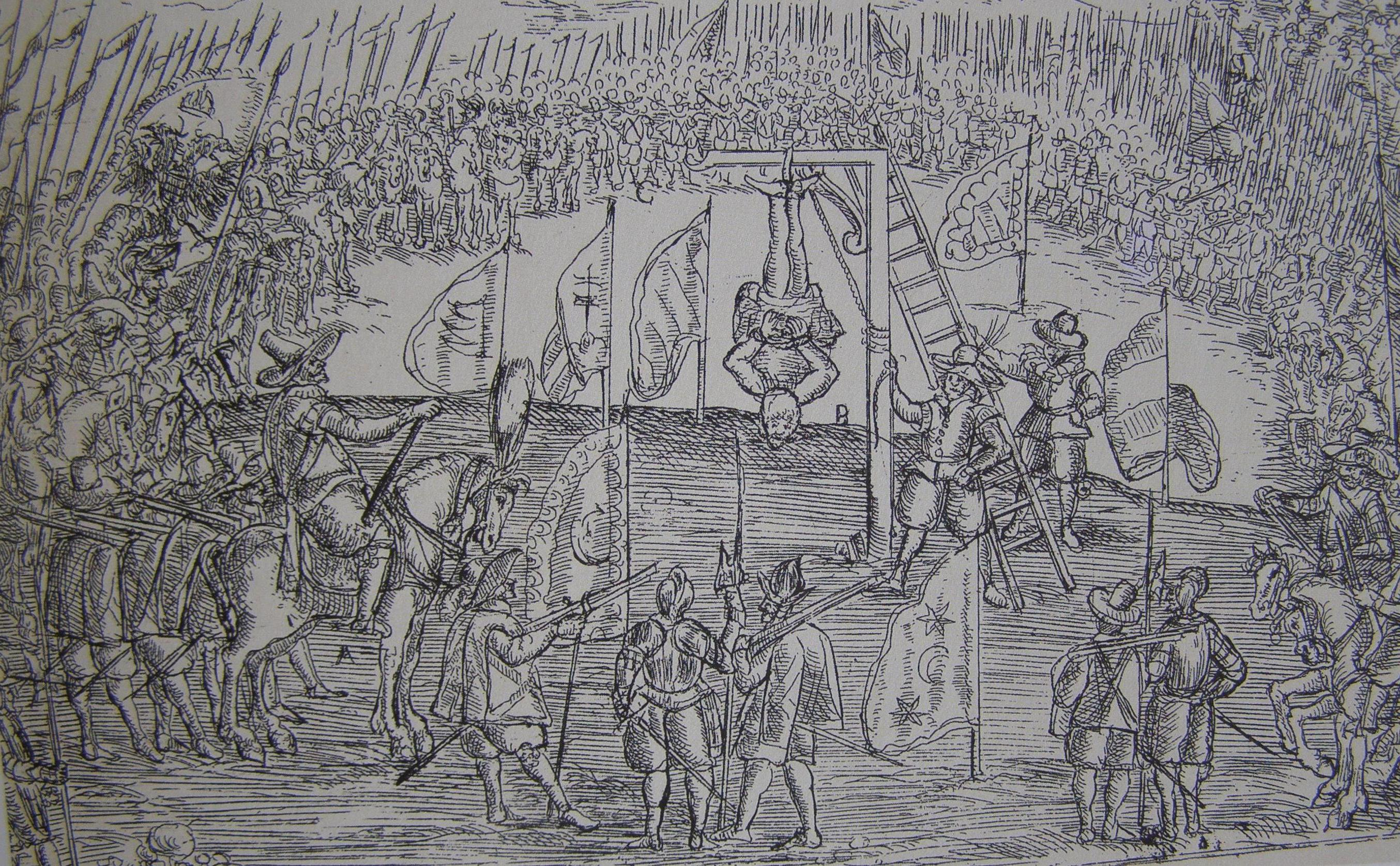
Illustration d'une exécution

La noblesse hongroise transylvaine, en grande partie protestante (la Transylvanie avait un Édit de Tolérance depuis 1568), entre alors en révolte contre les Habsbourg. Cette révolte est menée par Étienne II Bocskai (István Bocskai), ancien conseiller de Sigismond Bathory, et futur prince de Transylvanie. Avec ses 20 000 hommes, Georges Basta organise la répression contre le soulèvement et fait régner la terreur de 1601 à 1604 : ses mercenaires ravagent la région, les transylvains de toute condition sont pillés, la contre-Réforme est imposée par les armes. Basta massacre un camp de révoltés et de leurs alliés Turcs à Edelény, puis reprend Szendrő, Tokay, et plusieurs villes de la région de Zips. La Transylvanie perd un tiers de sa population et sa noblesse est réduite à l'impuissance.
Mais le manque de vivres et des émeutes internes font échouer l'attaque de Basta sur Cassovie, et l'oblige à se replier à Eperies. Profitant de l'occasion, les généraux de Bocskai s'emparent de toute la région, avec les villes de Szathmar, Hust, Neutra et Tyrnau. Le soulèvement finit par gagner et contraint Basta à se retirer.
Le 20 avril 1605, en remerciement de sa participation au rappel du général Basta par Rodolphe II, la diète hongroise désigne Étienne II Bocskai comme prince de Transylvanie.
Matthias Ier, succédant à son frère Rodolphe II, négocie la paix de Vienne avec le nouveau prince Étienne II Bocskai le 23 juin 1606 et la Paix de Zsitvatorok avec les Ottomans le 11 novembre de la même année.

## Retrait du pouvoir et lieutenant général de la Sainte-Église

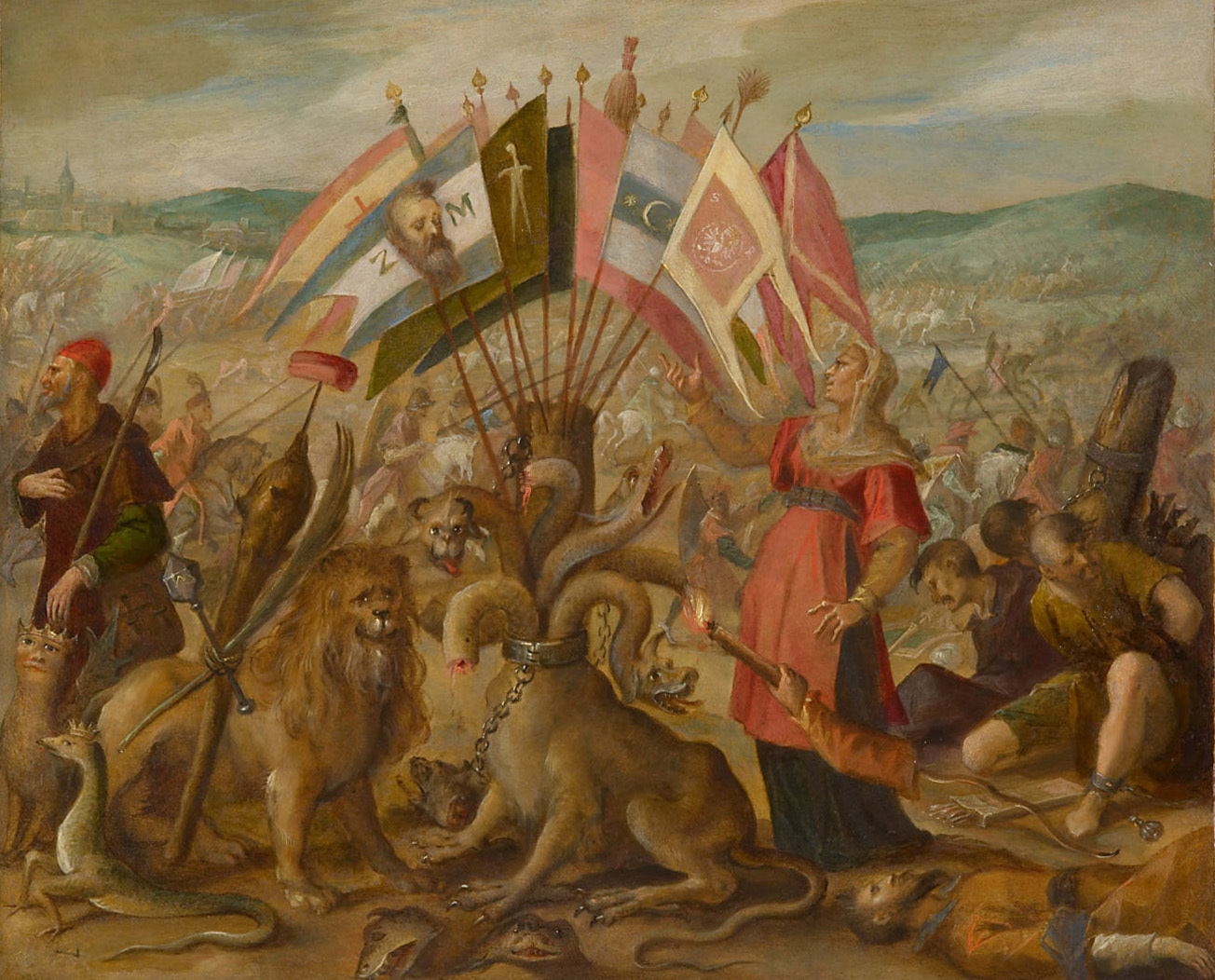
Bataille de Kronstadt/Brașov

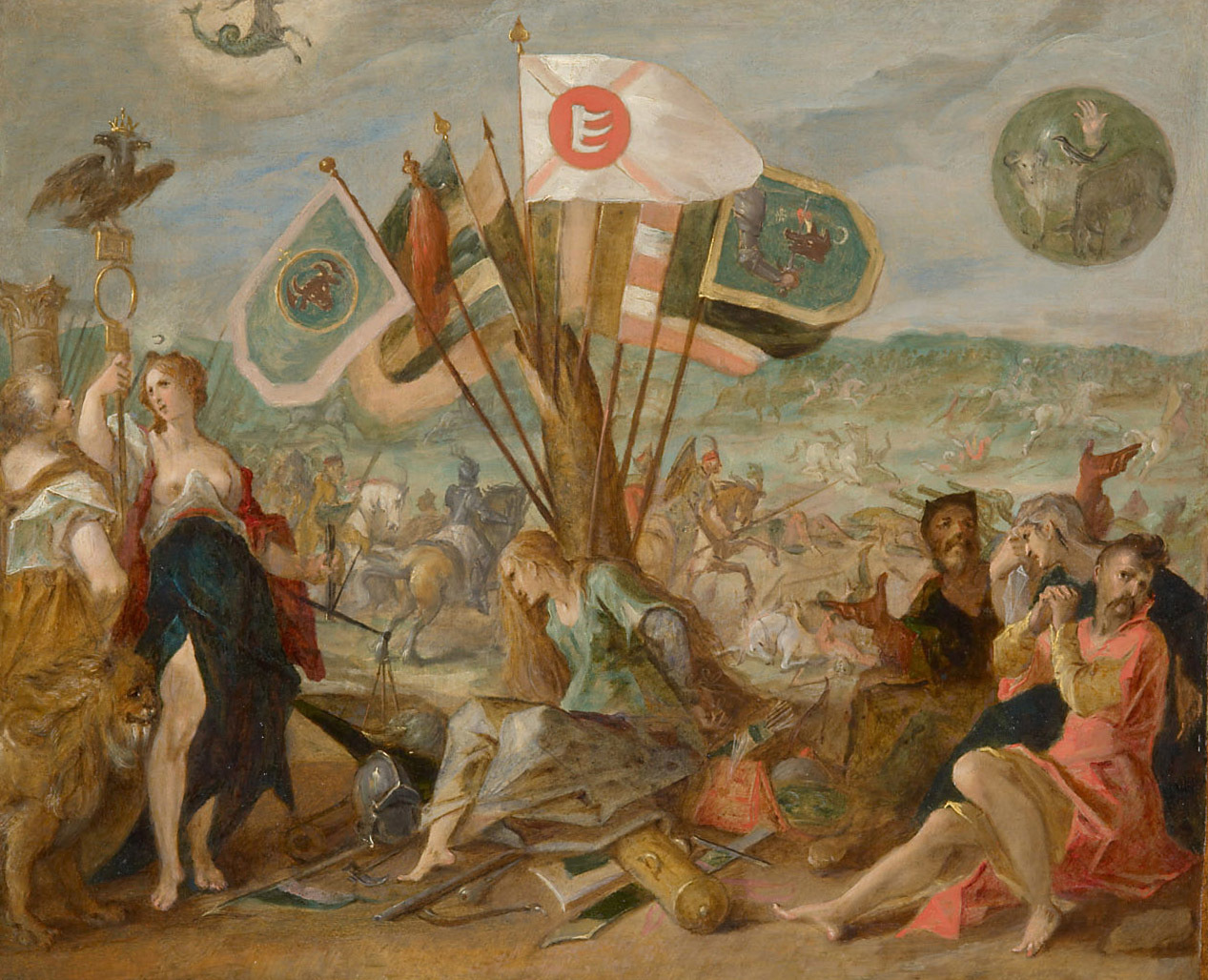
Bataille Goroszló/Guruslău

Après ses défaites de Transylvanie, Georges Basta se retire à Prague et à Vienne.
Profitant de son expérience dans les guerres de l'est, il rédige plusieurs traités sur l'art de la guerre. Trois de ces traités sont traduits dans d'autres langues et sont devenus des classiques de l'enseignement militaire, utilisés encore de nombreuses années après sa mort:
- II maestro di campo generale de Governo della cavalliera (Venise, 1606)
- Il governo della cavalleria leggiera (Venise, 1612, publié à titre posthume)
- Del Governo dell'Artigliera (Venise, 1612, publié à titre posthume)

Mis à l'écart du pouvoir, ses revenus énormes de 42 200 florins sont réduits à 3 240 florins, somme déjà respectable pour l'époque, mais ne permettant plus un train de vie princier, ni l'engagement de mercenaires. Il reste dans l'attente des fiefs de Troppau et de Greiffenstein en Silésie, promis par l'Empereur, qui ne tiendra pas ses engagements.
Le 17 avril 1606, le pape Paul V prononce un interdit contre la république de Venise. Le 26 février 1607, Georges Basta est nommé lieutenant général de la Sainte Église. L'interdit vénitien s'étant résolu le 21 avril 1607 à l'intervention d'Henry IV, Basta ne prendra jamais son commandement de manière effective. Giorgio Basta meurt la même année, le 20 novembre, dans son domaine de Prague. Il est inhumé en l'église de Sainte-Croix à Vienne.
Son épouse, Anne de Liedekerke, meurt à Courtrai le 27 mars 1619. Elle est inhumée dans la Chapelle des comtes de Flandre de l'église Notre-Dame de Courtrai. Son mausolée a disparu pendant la Révolution française.

## Comte d'Hust et du Saint-Empire
Par diplôme de l'empereur Rodolphe II donné à Prague le 4 septembre 1605, Giorgio Basta reçut le titre de comte d'Hust et du Saint-Empire, titre transmissible « à tous ses enfants et descendants légitimes de l'un et de l'autre sexe », avec ajout à ses armes d'un écusson brochant en cœur aux armes du Saint-Empire (Giorgio Basta est souvent cité comme comte de Hust et de Waewmosch, mais si Hust est une ville connue de Ruthénie subcarpathique, en revanche Waewmosch ne correspond à aucun toponyme connu, et peut-être est-ce seulement une erreur de transcription de Marmarosch, nom allemand du comitat hongrois de Máramaros où se trouve Hust).
Gustave Chaix d'Est-Ange a indiqué que des familles issues en ligne féminine de Basta ont prétendu au titre de comte d'Hust et du Saint-Empire en vertu d'une interprétation « tout à fait abusive et erronée » donnée au bref concédé à leur ancêtre.
Octave Le Maire cite, lui, entre autres, le cas de la famille d'Esclaibes, descendant en ligne féminine de la famille Basta, qui obtint deux arrêts de la chambre des comptes du duché de Bar du 23 avril 1788 et du parlement de Metz du 1er juillet 1789, « lui reconnaissant « les titres et qualités de chevalier et comte » sans que la qualification « d’ Hust » ait été ajoutée à ce titre ».
Par lettres patentes du 3 novembre 1786, un membre de la famille d'Ennetières (éteinte), descendant de la fille aînée du dernier membre de la famille Basta, obtint de l'Empereur Joseph II la faveur d'entourer ses armes d'un manteau de gueules doublé d'hermine, sommé d'une couronne fermée (i.e de duc). Dans ces lettres , était mentionné le titre de comtesse d'Hust. De nombreuses familles descendant par les femmes de la famille Basta (d'Ennetières, d'Esclaibes, Bouchelet de Neuville et de Vendegies, Buretel de Chassey, de Bryas, Jochaux du Plessix, de L'Anglois de Montry, de La Broue de Vareilles, Marotte du Coudray, Masson de Joinville, Lefebvre de Maurepas, Prevot-Sansac de Touchimbert etc.) se qualifièrent de « comte d'Hust » selon cette interprétation verbatim du diplôme de 1605,.
Selon Philippe du Puy de Clinchamps, la transmission — à ses descendants légitimes des deux sexes — du titre de comte d'Hust et du Saint-Empire, accordé à Georges Basta, ne s'entendait que de la seule descendance des deux sexes issue en ligne masculine (aujourd'hui éteinte) de ce dernier, et non de ses descendants par les femmes, ce que plusieurs tribunaux ont confirmé, comme le rappelle cet auteur, lui-même descendant en ligne féminine de Basta. En effet un arrêt de la Cour de cassation du 26 octobre 1897 rejeta l'interprétation extensive du diplôme de Georges Basta. Malgré cette décision, le tribunal de grande instance de Douai rendit un jugement contraire le 29 avril 1959, bien qu'en France seule la Commission du sceau du ministère de la justice soit qualifiée pour la reconnaissance des titres de noblesse.
Le juriste Alain Texier a la même analyse que Gustave Chaix d'Est-Ange et Philippe du Puy de Clinchamps sur l'extinction du titre de comte d'Hust avec la descendance en ligne masculine de la famille Basta.